# Schmelzer (Beruf)

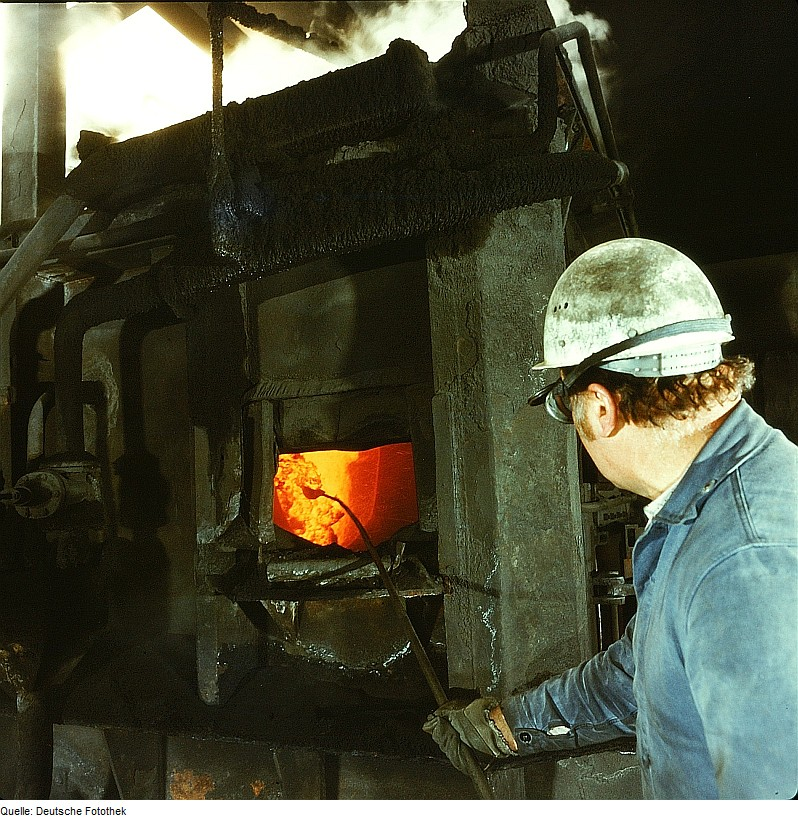
Schmelzer in einer Nickelhütte

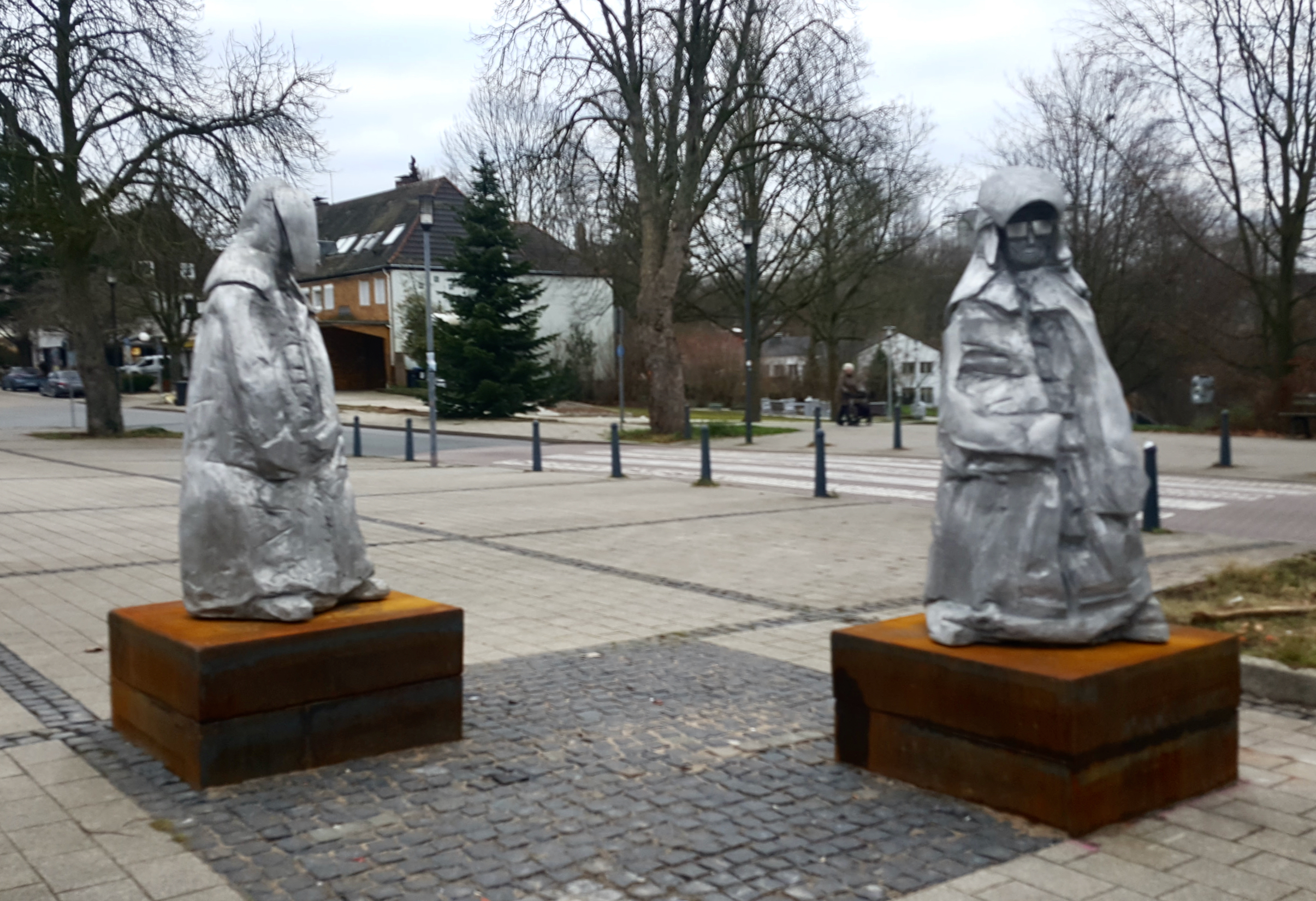
Aluminiumskulptur: „Zwei Schmelzer“, Welper

Ein Schmelzer ist ein Handwerker, der aus flüssigen Stoffen Werkzeuge, Waffen oder Waren aus Glas herstellt. Es gab spezialisierte Schmelzer für Glas und für Metall. Aus dem Beruf entwickelte sich der Beruf des Hüttenwerkers in der Glas- oder Eisenhütte.
Schmelzer gab es schon im alten Ägypten, die aus Bronze Waffen, Werkzeuge und Statuen gossen.
Im Internet finden sich mehrere Bilder mit dem Schmelzerwappen (gekreuzte Hüttengeräte Kratze beziehungsweise Gabel und Schaufel)
Die offizielle Berufsbezeichnung in Deutschland lautet Metallschmelzer/in.
In Österreich lautet die offizielle Berufsbezeichnung Former/in und Gießer/in.